# 1196 Шеба
1196 Шеба (1196 Sheba) — астероїд головного поясу, відкритий 21 травня 1931 року.
Тіссеранів параметр щодо Юпітера — 3,300.